# Floreszee
De Floreszee is een randzee van de Indische Oceaan, gelegen in Indonesië tussen Sulawesi in het noorden en Flores in het zuiden. De Floreszee verbindt de Javazee en de Balizee in het westen met de Bandazee in het oosten en de Sawuzee in het zuiden. In het noorden ligt het eiland Sulawesi met daarin de Golf van Bone.

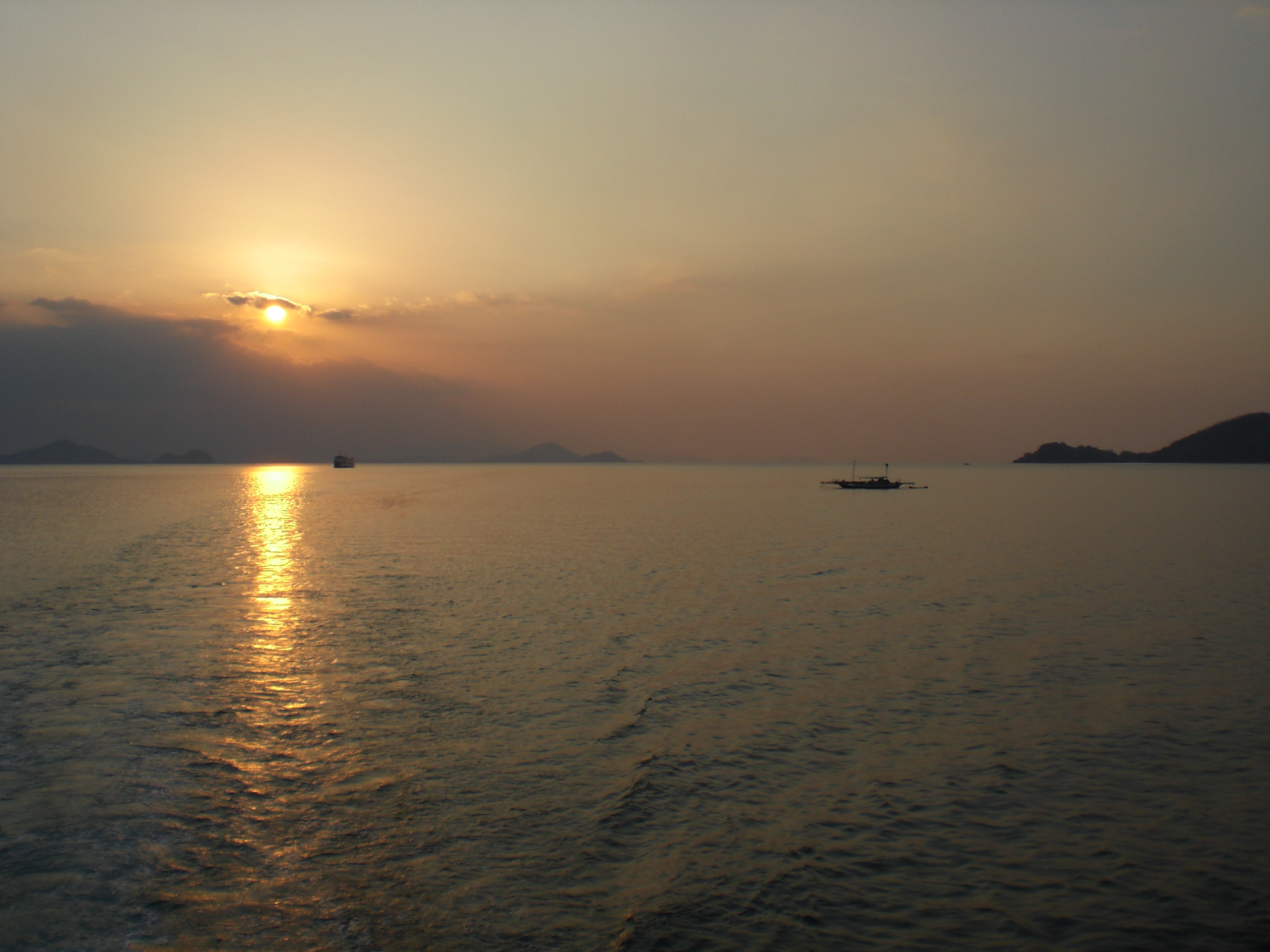
Zonsondergang Floreszee